# Sculpture (Pan, Paris)
Pour les articles homonymes, voir Sculpture (homonymie).
Sculpture est une œuvre de la sculptrice française Marta Pan située à Paris, en France. Il s'agit d'une sculpture en résine de polyester rouge conçue en 1969, placée dans le musée de la sculpture en plein air.

## Description
L'œuvre, comme son nom l'indique, est une sculpture. Elle représente une forme géométrique abstraite, peinte en rouge. De face, l'œuvre prend la forme d'un disque vertical, évidé d'une courbe en forme de virgule en son centre. De côté, la sculpture se développe vers l'arrière sous forme de deux pointes arrondies.
La sculpture est posée sur un socle de forme rectangulaire portant un cartel indiquant les noms de l'œuvre et de l'auteur, ainsi que la date de création.

## Localisation
La sculpture est installée dans le musée de la sculpture en plein air, un lieu d'exposition d'œuvres de sculpteurs de la seconde moitié du XXe siècle, dans le jardin Tino-Rossi, sur le port Saint-Bernard et le long de la Seine, dans le 5e arrondissement de Paris.

## Artiste
Marta Pan (1923-2008) est une sculptrice française.